# Gianina Șerban
Gianina Șerban (n. 15 iulie 1983, Bacău, România) este un deputat român, aleasă în 2020 din partea partidului Alianța pentru Unirea Românilor (AUR). O analiză din iunie 2025, realizată de Europa Liberă, relevă că ea s‑a aflat printre cei 17 parlamentari care dețin proprietăți în București sau județul Ilfov și care, în același timp, încasau chirii de la stat. Soțul ei are afaceri imobiliare în județul Ilfov.

## Tinerețe și educație
Gianina Șerban s-a născut pe 15 iulie 1983, la Bacău, municipiu din județul Bacău, în Republica Socialistă România. A absolvit Dreptul la Universitatea Titu Maiorescu, în 2005.

## Carieră politică
Conform declarației de avere actualizată, mai are locuințe doar în Năvodari și Bacău. Ea a vândut două case în Cornetu, județul Ilfov, în 2024, înainte de începerea noului mandat de parlamentar.

### Legislatura I (2020–2024)
În urma alegerilor parlamentare din 2020 pe 6 decembrie, Șerban a fost aleasă membru al Camerei Deputaților al AUR în județul Ilfov, preluând mandatul pe 21 decembrie.
În ianuarie 2021, Șerban a stârnit controverse după ce și-a exprimat aprobarea când unul dintre internauți i-a sugerat pe Facebook că ar trebui să „intre cu mitraliera în Senat și să-i culce pe toți”, ulterior ștergându-și comentariul. În noiembrie 2023, ea a fost acuzată de corupție.
Începând cu martie 2024, Șerban era vicepreședinte al Biroului Național de Conducere al AUR, fiind una dintre cele șase femei cu cel mai înalt rang din partid. În septembrie a acelui an, a fost aleasă ca unul dintre secretarii camerei.

### Legislatura II (2024–prezent)

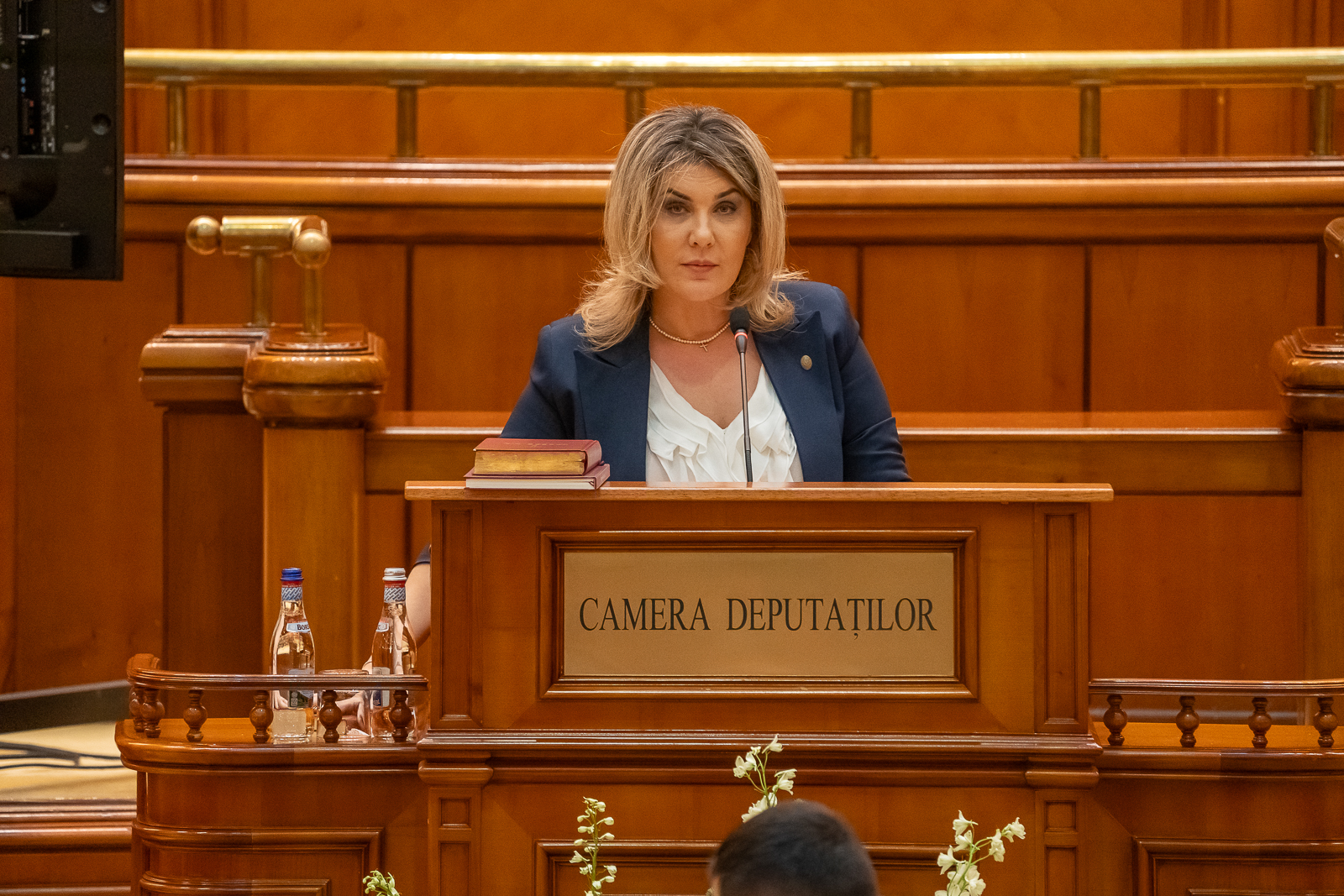
Șerban depunând jurământul, 21 decembrie 2024

Mai târziu, pe 1 decembrie 2024, ea a fost realeasă deputat AUR în alegerile parlamentare din 2024, în aceeași circumscripție ca și anterior. În aprilie 2025, Șerban a criticat educația sexuală la cursuri.
O analiză din iunie 2025, realizată de Europa Liberă, relevă că ea s‑a aflat printre cei 17 parlamentari care dețin proprietăți în București sau județul Ilfov și care, în același timp, încasau chirii de la stat.

## Viața personală
Soțul ei are afaceri imobiliare în județul Ilfov.